# La Chica Dorada (canción)
«La Chica Dorada» es una canción interpretada por la cantante mexicana Paulina Rubio e incluida en su álbum debut del mismo nombre (1992). Para la sesión de su debut, coescribió el tema junto a César Valle y José Ramón Flórez, quien además la produjo. A través de la letra, «La Chica Dorada» narra cómo es iniciarse en el sinuoso y largo camino al estrellato. 
Tras firmar un contrato con EMI Capitol de México en junio de 1992, el sello discográfico realizó su lanzamiento en las estaciones de radio para incursionar a la cantante como solista en la industria de la música. Solo fue estrenada como sencillo promocional para dar a conocer el concepto y la estética que Paulina Rubio quería mostrar en su primer álbum de estudio.

## Antecedentes
Luego de un temprano éxito con la banda Timbiriche, en donde Paulina Rubio hizo su transición de grupo infantil a juvenil y grabó diez álbumes de estudio, entre ellos Timbiriche VII (1987), considerado uno de los discos más vendidos en México, en 1991 decidió abandonar oficialmente la agrupación para preparar su proyecto como cantante solista. La cantante viajó inicialmente a Londres, Inglaterra, para estudiar historia del arte. Sin embargo, sus planes cambiaron cuando contactó en Madrid, España, a los compositores y productores musicales más prestigiados de la época. Allí comenzó a rodearse de gente conocida de la escena musical, como los españoles Miguel Blasco, José Ramón Flórez, César Valle y el italiano Gian Pietro Felisatti. El exitoso equipo de producción conocían de cerca a Paulina Rubio y sabían que quería debutar en solitario; algunos de ellos habían escrito canciones para Timbiriche. 
A mediados de 1991 escribieron para ella varias canciones pop, incluida una canción que reflejaba los deseos de una joven de convertirse en una estrella de la música. Paulina Rubio coescribió parte de la canción, inspirándose en su apodo artístico, «La Chica Dorada», que ya había dado a conocer a los medios meses antes de iniciar la primera sesión de grabaciones del disco.

## Lanzamiento
El lanzamiento promocional de la canción fue realizado exclusivamente en México en julio de 1992, para que contribuyera, de algún modo, con la nueva imagen que la cantante mostraría a continuación. Al respecto, este fue realizado en un periodo en que se había confirmado el lanzamiento oficial de Paulina Rubio como solista. El resultado de su promoción limitada fue la expectativa que causó en la audiencia por saber de qué manera se presentaría Paulina Rubio como «La Chica Dorada». Posteriormente, EMI Capitol de México lanzó un formato de 45 RPM que incluía el sencillo debut de la cantante, «Mío», lanzado el 30 de agosto de 1992.

## Formatos
| Vinil 45 RPM México. |                                   |          |  |
| N.º                  | Título                            | Duración |  |
| 1.                   | «La Chica Dorada» (Versión álbum) | 03:11    |  |
| 2.                   | «Mío» (Radio Edit)                | 03:45    |  |